# Power (canción)
«Power» (en español: Poder) es el primer sencillo del rapero estadounidense Kanye West de su quinto álbum de estudio, My Beautiful Dark Twisted Fantasy. La canción cuenta con el cantante Dwele y es coproducido por Kanye West y aSymbolicOne.

## Composición
«Power» es un confusionado rock progresivo con hip-hop. La canción muestra la canción "21st Century Schizoid Man" de la banda de rock británica King Crimson.

## Apariciones en los medios
«Power» fue utilizado en una rutina de hip-hop en el espectáculo hit show de baile de So You Think You Can Dance en su séptima temporada. La canción fue usado en gran medida en los tráileres promocionales de la película de David Fincher The social network y en un tráiler de la película de Josh Trank 4 Fantásticos (película de 2015). También fue ofrecido en un episodio de Gossip Girl titulado "Goodbye, Columbia". Aparece brevemente en una de las escenas de la película The Bling Ring. 
Así como también fue el Soundtrack del videojuego Saints Row The Third. Este tema también ha sido utilizado el anuncio de la fragancia de Paco Rabanne Invictus y Olympéa.

## Posicionamiento en listas
| Listas (2010)                               | Mejor posición |
| ------------------------------------------- | -------------- |
| Australia (ARIA)                            | 100            |
| Bélgica (Flandes) (Ultratip Bubbling Under) | 39             |
| Canadá (Canadian Hot 100)                   | 49             |
| Alemania (German Black Charts)              | 4              |
| Irlanda (IRMA)                              | 30             |
| Reino Unido (UK R&B Chart)                  | 10             |
| Reino Unido (UK Singles Chart)              | 36             |
| Estados Unidos (Billboard Hot 100)          | 22             |
| Estados Unidos (Hot R&B/Hip-Hop Songs)      | 22             |
| Estados Unidos (Hot Rap Songs)              | 14             |

| Listas (2011)                            | Mejor posición |
| ---------------------------------------- | -------------- |
| Scotland (The Official Charts Company)   | 39             |
| UK Singles (The Official Charts Company) | 38             |
| UK R&B (The Official Charts Company)     | 12             |